# Lazard
A Lazard (anteriormente conhecida como Lazard Frères & Co.) é uma empresa de consultoria financeira e gestão de ativos que se dedica a bancos de investimento, gestão de ativos e outros serviços financeiros principalmente com clientes institucionais. É o maior banco de investimento independente do mundo, com escritórios principais na cidade de Nova York, Paris e Londres.
A Lazard foi fundada em 1848 e opera em 43 cidades em 27 países da América do Norte, Europa, Ásia, Austrália, América Central e do Sul. O escritório presta consultoria em fusões e aquisições, assuntos estratégicos, reestruturação e estrutura de capital, captação de recursos e finanças corporativas, além de serviços de gestão de ativos para corporações, parcerias, instituições, governos e indivíduos.

## História

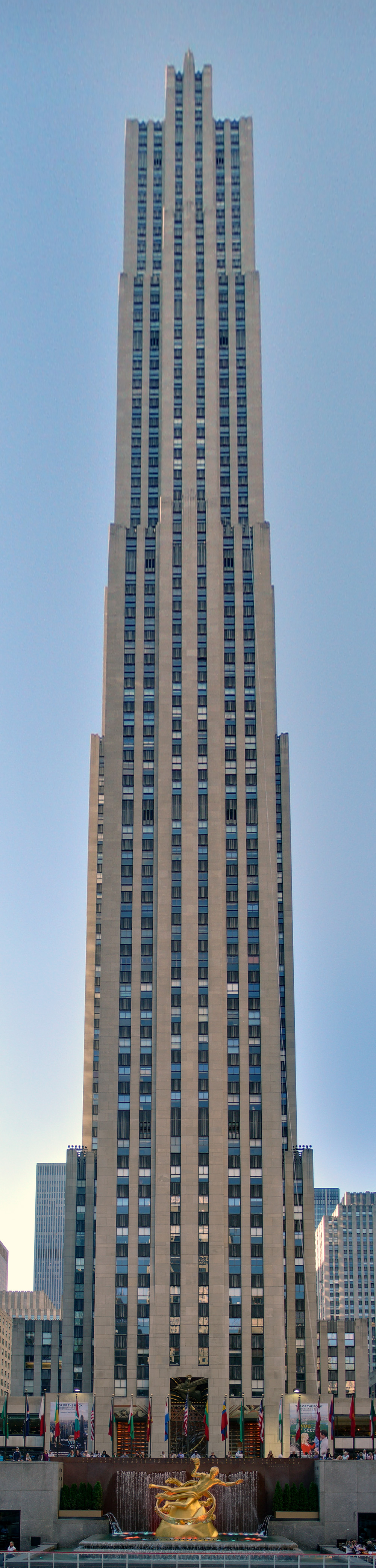
O maior escritório da Lazard fica em 30 Rockefeller Plaza, Nova York, NY

### Primeiros anos
Em 12 de julho de 1848, três irmãos franceses judeus, Alexandre Lazard, Lazare Lazard e Simon Lazard, fundaram a Lazard Frères & Co. como uma loja de produtos secos em Nova Orleans, Louisiana. Em 1851, Simon e mais dois irmãos, Maurice e Elie, haviam se mudado para San Francisco, Califórnia, enquanto Alexandre se mudou para Nova York. A Lazard Frères começou a servir os mineiros envolvidos na Corrida do Ouro na Califórnia e logo se expandiu para o setor bancário e de câmbio.
Em 1854, Alexandre Lazard mudou-se para Paris, França, onde abriu um escritório para complementar os negócios nos EUA. A empresa começou a assessorar o governo francês na compra de ouro. Em 1870, a empresa continuou a expandir suas operações internacionais, abrindo também um escritório em Londres.

### As três casas de Lazard
No final de 1800 e início de 1900, a empresa evoluiu para três "Casas de Lazard" nos Estados Unidos, França e Inglaterra, gerenciadas separadamente, mas aliadas. Os parceiros da Lazard assessoraram os clientes em questões financeiras e construíram uma rede transfronteiriça de relacionamentos de alto nível nos negócios e no governo. O notável consultor financeiro George Blumenthal ganhou destaque como chefe da filial americana da Lazard Frères e foi parceiro da Lazard Frères na França.
No boom econômico após a Segunda Guerra Mundial, as operações americanas da Lazard expandiram-se significativamente sob a liderança do financista André Meyer. Meyer e o parceiro da Lazard, Felix Rohatyn, foram creditados por virtualmente inventar o mercado moderno de fusões e aquisições (M&A).
Em 1953, a Lazard Investors Ltd iniciou um negócio de gerenciamento de ativos em Londres, que é a origem do atual Lazard Asset Management.

### Uma empresa unificada
Em 1977, quando a saúde de Meyer começou a se deteriorar, a empresa passou a ser controlada por Michel David-Weill. Sob sua liderança, as três casas de Lazard foram formalmente unidas em 2000 como Lazard LLC.
Em 2002, David-Weill contratou Bruce Wasserstein para ser CEO. A Lazard se tornou uma empresa pública, com quase dois terços de suas ações pertencentes a funcionários atuais e ex-funcionários em 2005. Wasserstein se tornou seu primeiro presidente e CEO. Em conexão com a oferta pública inicial (IPO), a Lazard cindiu seu negócio de corretoras, a Lazard Capital Markets.
Após a morte súbita de Wasserstein em 2009, o Conselho de Administração da Lazard elegeu Kenneth M. Jacobs Presidente e CEO.

## Visão geral do negócio

### Assessoria financeira
Lazard aconselha os clientes em uma ampla gama de questões estratégicas e financeiras. Isso pode incluir aconselhamento sobre a possível aquisição de outra empresa, negócio ou certos ativos, ou sobre a venda de determinados negócios, ativos ou de uma empresa inteira. A empresa também presta consultoria sobre alternativas a uma venda, como recapitalizações, cisões, trincheiras e cisões. Para empresas em dificuldades financeiras, a Lazard presta consultoria em todos os aspectos da reestruturação. A empresa prestou consultoria em muitas das maiores atribuições de reestruturação após a crise financeira global iniciada em meados de 2007. Lazard também assessora na estrutura e captação de capital. A consultoria em estrutura de capital inclui revisar e analisar alternativas estruturais e auxiliar no planejamento a longo prazo. A consultoria para levantamento de capital inclui financiamento do mercado público e privado. O grupo Sovereign Advisory da Lazard assessora governos e entidades soberanas em questões políticas e financeiras.

### Gestão de ativos
O negócio de gerenciamento de ativos da Lazard fornece serviços de consultoria financeira e de gestão de investimentos a clientes institucionais, intermediários financeiros, clientes particulares e veículos de investimento em todo o mundo. A empresa administra ativos em nome de clientes institucionais (empresas, sindicatos, fundos públicos de pensão, doações, fundações, companhias de seguros e bancos; e por meio de relações de subconsultoria, patrocinadores de fundos mútuos, corretores e consultores registrados) e clientes individuais (principalmente escritórios familiares e indivíduos de alto patrimônio líquido).

## Locais de escritórios
O banco opera em 43 cidades em 27 países.
 

A sede da Lazard em Nova York abrange os andares superiores do 30 Rockefeller Plaza, incluindo o que costumava ser a Sala 5600, os antigos escritórios da dinastia da família Rockefeller.
- Amsterdã
- Bogotá
- Bordéus
- Boston
- Bruxelas
- Buenos Aires
- Charlotte
- Chicago
- Dubai
- Dublin
- Frankfurt am Main
- Hamburgo
- Hong Kong
- Houston
- Lima
- Londres
- Los Angeles
- Lyon
- Manama
- Madrid
- Melbourne
- Cidade do México
- Milão
- Minneapolis
- Montreal
- Mumbai
- Nantes
- Nova Iorque
- Cidade do Panamá
- Paris
- Pequim
- Perth
- Riade
- São Francisco
- São Paulo
- Santiago
- Seul
- Singapura
- Estocolmo
- Sydney
- Tóquio
- Toronto
- Zurique

## Gestão

### Presidentes anteriores
- Alexandre Lazard, Lazare Lazard e Simon Lazard (fundadores)
- Alexandre Weill
- David David-Weill
- Pierre David-Weill
- André Meyer
- Michel David-Weill
- Ken Costa
- Bruce Wasserstein

### Conselho Administrativo
Conselho de administração da Lazard em abril de 2019.
- Kenneth M. Jacobs
- Andrew Alper
- Ashish Bhutani
- Richard N. Haass
- Steven J. Heyer
- Michelle Jarrard
- Sylvia Jay
- Iris Knobloch
- Philip Laskawy
- Jane Mendillo
- Richard Parsons

## Funcionários notáveis e ex-funcionários atuais

### Negócios
- Marcus Agius - Presidente do Barclays
- Robert Agostinelli - Fundador e Presidente do Grupo Rhône
- Tim Collins - Fundador e CEO da Ripplewood Holdings
- Disque Deane - Presidente da Starrett City Associates
- Mina Gerowin - Primeira mulher banqueira contratada por Lazard; depois Diretor Paulson Europe, LLC
- Sir Philip Hampton - Presidente do Royal Bank of Scotland, ex-Presidente da Sainsbury's e UK Financial Investments Limited
- Hugh Kindersley, 2º Barão Kindersley - Presidente da Lazard Brothers (Londres), 1953–1964
- Sebastian Kulczyk - filho de Jan Kulczyk, membro do conselho da Kulczyk Investments
- Steven Langman - Fundador e Presidente do Rhône Group
- Jean-Marie Messier - Presidente e CEO da Vivendi (1996–2002)
- Andre Meyer - banqueiro de investimentos americano famoso, consultor da família Kennedy, presidente Lyndon Johnson
- Archie Norman - Presidente ITV, Ex-Presidente e CEO da Asda
- Nelson Obus - Co-fundador da Wynnefield Capital
- Gary Parr - banqueiro de investimentos americano, ex-chefe de fusões e aquisições do Morgan Stanley
- Mark Pincus - empresário da Internet, cofundador da Zynga
- Steven Rattner - Capitalista de risco, cofundador do Quadrangle Group
- Gerald Rosenfeld - Ex-CEO Rothschild North America, Professor Adjunto na NYU Stern
- Nathaniel Rothschild - co-presidente da Atticus Capital LLC
- Bernard Selz Gerente e filantropo americano
- Bruce Wasserstein - banqueiro de investimentos americano, co-fundador da Wasserstein Perella
- Johann Rupert - empresário sul-africano, CEO da Compagnie Financiere Richemont
- Lars Kroijer - Analista de M&A.

### Política e serviço público
- Jaime Bermúdez Merizalde - Ex-Ministro das Relações Exteriores da Colômbia
- Ron Bloom - alto funcionário do governo Obama
- Robert Henry Brand, 1º Baron Brand - um membro do " Jardim de Infância de Milner "
- Robert Fred Ellsworth - Ex-congressista dos EUA, embaixador dos EUA na OTAN, secretário de defesa adjunto e conselheiro de Nixon
- Vernon E. Jordan Jr. - conselheiro de Clinton, membro vitalício do Conselho de Relações Exteriores
- Paul Keating - Ex- Primeiro Ministro da Austrália
- Robert Kindersley, 1º Barão Kindersley - funcionário público britânico
- Anne Lauvergeon - Antigo conselho diplomático do presidente francês François Mitterrand, CEO Areva
- Lord Mandelson - político britânico, ocupou cargos no gabinete sob Tony Blair e Gordon Brown
- Henrique de Campos Meirelles - Ex-presidente Banco Central do Brasil
- Andrew Mitchell - Deputado britânico, ex-Secretário de Estado para o Desenvolvimento Internacional
- Peter R. Orszag - Ex-diretor da OMB, ex-diretor da CBO
- Vincent S. Pérez - Secretário de Energia das Filipinas
- Rodrigo de Rato - Ex-ministro da Economia da Espanha, chefe do Fundo Monetário Internacional
- Felix Rohatyn - Embaixador dos EUA na França (1997-2000)
- Jenny Sanford - ex-primeira dama da Carolina do Sul
- Simon Sebag Montefiore - historiador e escritor britânico
- Lindsay Tanner - Ex-ministro australiano de Finanças e Desregulamentação
- Andrés Velasco - Ex-Ministro das Finanças do Chile
- Antonio Weiss - Conselheiro do Secretário do Tesouro dos EUA
- Bill White - Ex-prefeito de Houston (3 mandatos) e Vice-Secretário de Energia dos EUA sob o presidente Bill Clinton
- Frank G. Zarb - "Energy Czar" do presidente Gerald Ford, ex-presidente da NASDAQ, Smith Barney
- Božidar Đelić - Ex-Ministro das Finanças da Sérvia
- Ngozi Okonjo-Iweala - "Conselheiro Sênior" Ex-Ministro das Finanças, Nigéria, Ex-Vice-Presidente, Secretário Corporativo do Grupo Banco Mundial.

### Outros
- William D. Cohan - editor colaborador da Fortune, autor premiado

## Livros
- de Rougemont, Guy D. (2010). Lazard Frères: Banquiers des Deux Mondes (1840-1939). Fayard. Paris: [s.n.] ISBN 978-2-213-66125-4
- Cohan, William D. (2007). The Last Tycoons: The Secret History of Lazard Frères & Co. Doubleday. New York: [s.n.] ISBN 0-385-51451-4
- Geisst, Charles R (2001). The Last Partnerships: Inside the Great Wall Street Money Dynasties. McGraw-Hill. New York: [s.n.] ISBN 0-07-136999-6
- Reich, Cary (1983). Financier: The Biography of André Meyer: A Story of Money, Power, and the Reshaping of American Business. William Morrow & Co. New York: [s.n.] ISBN 0-688-01551-4